# Ala chilena
Ala chilena es una serie de comedia transmitida desde el 2 de enero de 2011 hasta el 6 de febrero de 2011 por TVN. Trataba sobre una particular línea aérea que vive al borde de la quiebra, su especial tripulación lucha a diario por sobrevivir tratando de tener una especial atención con sus pasajeros. 

## Argumento
La historia de una particular línea aérea que vive al borde de la quiebra, su especial tripulación lucha a diario por sobrevivir tratando de tener una especial atención con sus pasajeros, que incluyen desde masajes exprés, show tipo estriptis dependiendo de la ocasión y hasta asistencia a partos en pleno vuelo.
Cargada de exageraciones y malentendidos, esta línea aérea lucha por mantenerse al margen de las nuevas tecnologías y la paranoia por la seguridad que viven los servicios de aeródromos en todo el mundo, y como tal se mantiene como un trabajo familiar que debe convivir con el temor de ser víctimas de la fusión de las empresas comerciales, de caer víctimas de extrañas epidemias y experimentar viajes de terror.
Así conviven en pleno cielo Willy Benavente (Fernando Larraín) un piloto volado, machista y algo mamón que lucha por no perder su empleo, Angie Guevara (Tichi Lobos) una jefa de cabina muy entusiasta que busca a toda costa ser reconocida, Juan Carlos Martini (José Martínez) un copiloto que se las da de galán, Danae Buarque (Begoña Basauri) una azafata fría, manipuladora y oportunista esperando que un millonario la mantenga, y Yeraldo Astorga (Sebastián Layseca) un sobrecargo medio leso que se muere por alcanzar la fama.

## Reparto
- Fernando Larraín como Guillermo Benavente
- José Martínez como Juan Carlos Martini
- Sebastián Layseca como Yeraldo Astrosa
- Begoña Basauri como Danae Buarque
- Tichi Lobos como Angie Guevara

## Participaciones
- Maricarmen Arrigorriaga como Cecilia, esposa del capitán.
- Ramón Llao como Roberto Menchaca.
- Jorge Zabaleta como Él mismo.
- Francisca Tapia como Doña Eulalia.
- Hugo Vásquez como Don Emerson.
- Eduardo Cumar como Juan Pablo.
- Luis Eduardo Campos como Luis.
- Camila Commentz como Camila.
- Teresita Commentz como Teresita.
- Juanita Ringeling como Juanita.
- Sebastián Goya como Jerry Ventura.
- Mariana Prat como Jefa de avión.
- Isabel Ruiz como Carola.